# Erycina pusilla
Erycina pusilla — эпифитное травянистое растение семейства Орхидные.
Вид не имеет устоявшегося русского названия, в русскоязычных источниках обычно используется научное название Erycina pusilla или его синоним Psygmorchis pusilla.

## Синонимы
По данным Королевских ботанических садов в Кью. 

Гомотипные синонимы:
- Epidendrum pusillum L., 1763
- Cymbidium pusillum (L.) Sw., 1799
- Oncidium pusillum (L.) Rchb.f. in W.G.Walpers, 1863
- Tolumnia pusilla (L.) Hoehne, 1949
- Psygmorchis pusilla (L.) Dodson & Dressler, 1972

Гетеротипные синонимы:
- Oncidium iridifolium Kunth in F.W.H.von Humboldt, 1816
- Epidendrum ventilabrum Vell., 1831
- Oncidium allemanii Barb.Rodr., 1882
- Psygmorchis allemanii (Barb.Rodr.) Garay & Stacy, 1974
- Erycina allemanii (Barb.Rodr.) N.H.Williams & M.W.Chase, 2001

## Распространение
Никарагуа, Коста-Рика, Панама, Колумбия, Эквадор, Перу, Тринидад, Венесуэла, Суринам, Гайана, Французская Гвиана. 

В природе редок. Относится к числу, охраняемых видов (второе приложение CITES).

## Экологические особенности
Произрастает на высоте 500—950 м, в относительно сухих и жарких зонах. Селится на веточках (часто сухих). Иногда встречается на плантациях кофе и цитрусовых деревьев.
В местах естественного произрастания были зарегистрированы экстремальные температуры до 42 °C и 6 °C. 

Средняя влажность воздуха колеблется от 60 % в конце зимы до более чем 80 % в течение лета и осени.

Количество осадков от 46 мм в феврале до 284 мм в июле.

Средние температуры (день/ночь) с 27.8/14.6 °C в феврале до 30,8/21,7 °C в августе.

Период цветения: весь год, с пиком в весенний период.

Максимальная продолжительность жизни около 5-8 лет.

## Биологическое описание
Эпифит. Растение, ранее известное как Oncidium pusillum, обладало таким необычным «инфантильным» видом, что его пришлось выделить в независимый род.
Псевдобульб не образует. 
Листья плоские, в малой степени суккулентные, собраны в ирисовидные розетки. Вид является классической миниатюрной орхидеей с общей длиной листовой розетки 4-8 см 
 Цветонос короткий, около 5 см в длину, 2-3 цветковый. Одновременно может быть сформировано несколько цветоносов.
Цветок до 2,5 см в диаметре, жёлтый с красно-коричневым крапом в центральной части.
Erycina pusilla имеет самый маленький набор хромосом из всех Орхидных (n=5), тогда как подавляющее большинство орхидей имеет набор n=19-20.
Род Erycina (n=5 и 7) вызвал много дебатов. Ряд авторов предположили, что такой геном является базовым для Oncidiinae, тогда как бо́льшие наборы стали результатом гибридизации и полиплоидии (Garay, 1970). Другие же предположили, что исходным набором было n=28 и 30, а редукция генома произошла вследствие слияния хромосом (Chase, 1986, 1987). Исследование числа изозимов (показателя полиплоидии у покрытосеменных) у представителей с разным набором n=5-30 показало отсутствие удвоения генома.
Интересно, что наименьшим хромосомным набором обладают однолетние виды. Благодаря очень короткому жизненному циклу, Erycina pusilla может поселяться на практически сухих веточках в аридных зонах горных систем Анд. Роды, имеющие больший набор, формируют псевдобульбы, растут на земле, а если эпифитно, то во впадинах ветвей и стволов деревьев, где можно выживать по нескольку лет.
Весь облик Erycina pusilla указывает на педоморфоз: такой псигмоидный-веерообразный вид, без псевдобульб и с унифациальными листьями (имеется только неглубокий желобок для цветоноса по краю листа), имеют только молодые проростки онцидиумов (Oncidiinae). Таким образом, растение проходит короткий, но полный жизненный цикл, «не взрослея». Было постулировано, что гетерохроматический шифт, приведший к педоморфозу, и обусловил «преждевременное» созревания растения, а с ним и дал ряд эволюционных преимуществ, приведших к обширному распространению вида по тропикам Центральной и Южной Америки.
Существует предположение, что преимущество от слияния хромосом может заключаться в сцеплении выгодных для растений аллелей, которые иначе работают разрозненно. Что позволяет растению выживать в экологически-стрессовых условиях.

## В культуре
Считается сложным в культуре из-за тонких, легко пересыхающих корней.
Средняя температура воздуха летом: день 30-31°С, ночь 21-22 °C. Зимой 28-29°С днем, 15-16°С ночью.
Освещение — рассеянный свет, около 20000-30000 люкс.
Наиболее предпочтительна посадка на блок с подложкой из мха.
Относительная влажность воздуха — 65-80 %.
Полив по мере просушки субстрата равномерный в течение всего года, в конце зимы полив на 1-2 месяца можно сократить. Удобрения используются в период активного роста каждую неделю 1/4-1/2 рекомендуемой дозы комплексных удобрений для орхидей.